# Sokolik białobrzuchy
Sokolik białobrzuchy (Microhierax erythrogenys) – gatunek małego ptaka drapieżnego z rodziny sokołowatych (Falconidae). Endemiczny gatunek Filipin, stąd nazywany czasem sokolikiem filipińskim. Nie jest zagrożony wyginięciem.

## Podgatunki
Wyróżnia się dwa podgatunki sokolika białobrzuchego:
- Microhierax erythrogenys erythrogenys – Luzon, Mindoro, Negros i Bohol (północne Filipiny).
- Microhierax erythrogeny meridionalis – Samar, Leyte i Cebu do Mindanao (południowe Filipiny).

## Morfologia
Długość ciała 15–18 cm, rozpiętość skrzydeł 32–37 cm; masa ciała 37–52 g. Na szyi, policzkach, klatce piersiowej i brzuchu ma białe upierzenie. Pozostała część ciała jest czarna z niebieskim połyskiem. Tęczówki ciemnobrązowe.

## Ekologia i zachowanie
Jego naturalnym siedliskiem są wilgotne otwarte lasy, przecinki i obrzeża lasów na nizinach lub w niezbyt wysokich górach, często w pobliżu rzek i strumieni. Zwykle spotykany w przedziale wysokości 300–1200 m n.p.m., choć bywał też stwierdzany na poziomie morza. Widuje się pojedyncze osobniki, pary lub grupy tych ptaków. Większość czasu spędza w koronach drzew.
Żywi się głównie owadami, osami i ważkami, choć czasem uda mu się złowić małego ptaka. Czasami żeruje w grupach, prawdopodobnie rodzinnych.
Okres lęgowy odnotowano od września do lutego, inne źródło podaje październik oraz od marca do czerwca. Gniazda lokuje w naturalnych szczelinach w obumarłych drzewach i dziuplach po dzięciołach na wysokości 6–10 metrów nad ziemią, czasami wyżej. W lęgu stwierdzono 3–4 młode.

## Status
Międzynarodowa Unia Ochrony Przyrody (IUCN) uznaje sokolika białobrzuchego za gatunek najmniejszej troski (LC – least concern) nieprzerwanie od 1988 roku. Liczebność populacji szacuje się na 670–6700 dorosłych osobników. Trend liczebności populacji uznaje się za spadkowy.